# Mount Joan
Mount Joan är ett berg i Kanada.   Det ligger i provinsen British Columbia, i den sydvästra delen av landet, 3 700 km väster om huvudstaden Ottawa. Toppen på Mount Joan är 1 556 meter över havet.
Terrängen runt Mount Joan är varierad. Mount Joan är den högsta punkten i trakten. Runt Mount Joan är det glesbefolkat, med 15 invånare per kvadratkilometer.. Närmaste större samhälle är Union Bay, 18,7 km norr om Mount Joan. 
I omgivningarna runt Mount Joan växer i huvudsak barrskog.